# Jacques Benoît (écrivain)
Pour les articles homonymes, voir Jacques Benoît et Benoît.
Jacques Benoit, né le 28 novembre 1941, à Lacolle (Québec), est un romancier, journaliste et scénariste québécois.

## Biographie
En 1967, Benoit publie son premier roman Jos Carbone. Ce roman lui vaut le prix littéraire du Québec en 1968. Il publie par la suite trois autres romans entre 1969 et 1973, avant de se tourner vers le cinéma où il signe des scénarios, notamment pour deux films de Denys Arcand.
Journaliste à La Presse, où il est chroniqueur sur les vins. Il obtient le prix Judith-Jasmin en 1976.
En 2020 , le prix Hervé-Foulon du livre oublié est décerné à son roman Jos Carbone, initialement publié en 1967.

## Œuvre

### Romans
- 1967 : Jos Carbone, Éditions du jour, Montréal, 120 p.
- 1969 : Les Voleurs, Éditions du Jour, Montréal, 240 p.
- 1970 : Patience et Firlipon, Éditions du Jour, Montréal, 182 p.
- 1973 : Les Princes, Éditions du Jour, Montréal, 172 p.
- 1981 : Gisèle et le Serpent, Libre Expression, Montréal, 252 p.  (ISBN 2-89111-082-X)
- 1993 : Rodolphe Stiboustine, Boréal, Montréal, 169 p.  (ISBN 2-89052-523-6)
- 2023: Le petit monsieur, Rosenberg & Sellier, Torino (Italie), 167 p.  (ISBN 9791259931818)

### Ouvrages sur le vin
- 1985 : Les Plaisirs du vin, Libre Expression, Montréal, 142 p.  (ISBN 2-89111-262-8)
- 1997 : La Dégustation avec Jacques Benoit, Libre Expression, Montréal, 168 p.  (ISBN 2-89111-759-X)
- 2007 : Bouquets et Arômes, Éditions La Presse, Montréal  (ISBN 978-2-923194-50-9)

### Cinéma
- 1972 : La Maudite Galette, film réalisé par Denys Arcand
- 1973 : Réjeanne Padovani, film réalisé par Denys Arcand
- 1980 : L'Affaire Coffin, film réalisé par Jean-Claude Labrecque

## Prix et distinctions
- 1968 : Prix littéraire du Québec
- 1976 : Prix Judith-Jasmin
- 1977 : Prix Héritage-Canada
- 2020 : Prix Hervé-Foulon du livre oublié pour son roman Jos Carbone, initialement publié en 1967[3]